# Andrés Piquer

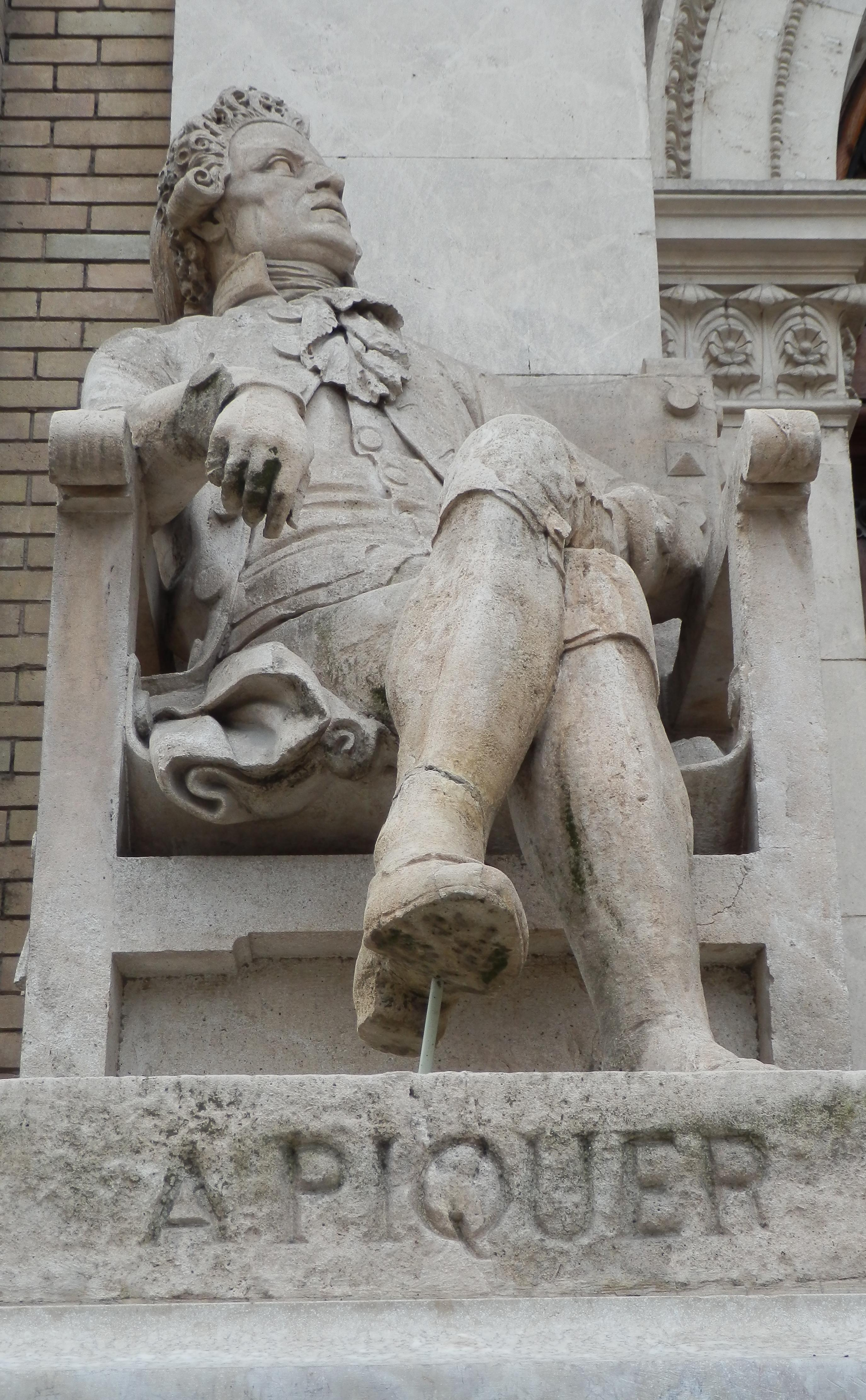
Andrés Piquer (statua)

Andrés Piquer Arrufat (Fórnoles, 6 novembre 1711 – Madrid, 3 agosto 1772) è stato uno scrittore, filosofo, logico e medico spagnolo.

## Biografia
Scriveva in latino e in castigliano. Come medico e filosofo aveva una tendenza verso l'eclettismo. Ha tradotto in castigliano tre libri di Ippocrate.

## Opere
- Vetus et nova Medicine (1735)
- Fevers Treaty (1751)
- Modern Logic (1747)
- Moral Philosophy for Spanish youth (1755)
- Piquer, Andrew (1745)